# Тенерифе (Луна)
Тенерифе  — лунные горы на видимой стороне Луны, расположенные в северной части Моря Дождей в районе, ограниченном селенографическими координатами 46,49° — 49,21° с. ш., 10,6° — 15,63° з. д. На северо-востоке от гор располагается кратер Платон, являясь прекрасным ориентиром для их поиска. На западе от гор находится Прямой Хребет, на юго-востоке одиночный пик Пико.
Горы представляют собой систему изолированных пиков, разбросанных в пределах области диаметром 112 км, причем сами пики занимают лишь незначительную часть этой области. В соответствии с современными воззрениями горы представляют собой часть внутреннего вала кратера, образованного имбрийским импактом породившем Море Дождей. В дальнейшем бассейн Моря Дождей был заполнен лавой и ныне лишь отдельные части внутреннего вала возвышаются над поверхностью бассейна. Наибольшую высоту 2400 м имеет пик Тенерифе Эпсилон. Отдельные области пиков образованы горными породами, относящимся к нижней части лунной коры, поднятыми при импакте и, вероятно, содержащими значительную долю титана и железа.
В соответствии с традицией использования для лунных гор наименований земных, горы Тенерифе получили название от наименования острова Тенерифе, одного из Канарских островов. Следует отметить, что окрестности горы Тейде на острове Тенерифе считаются примером лунного пейзажа на Земле.